# 学校法人东京女子医科大学
学校法人东京女子医科大学，是东京女子医科大学、东京女子医科大学医院、东京女子医科大学护理专门学校、东京女子医科大学东医疗中心、东京女子医科大学八千代医疗中心等部门的管理者。

## 理事长
- 吉冈博光

## 旗下部门
- 东京女子医科大学
  - 东京女子医科大学护理专门学校（前身是东京女子医科大学护理短期大学）
  - 东京女子医科大学医院
  - 东京女子医科大学东医疗中心
  - 东京女子医科大学八千代医疗中心

## 外部团体
- 至誠会（日语：至誠会）（东京女子医科大学校友会）

## 相册

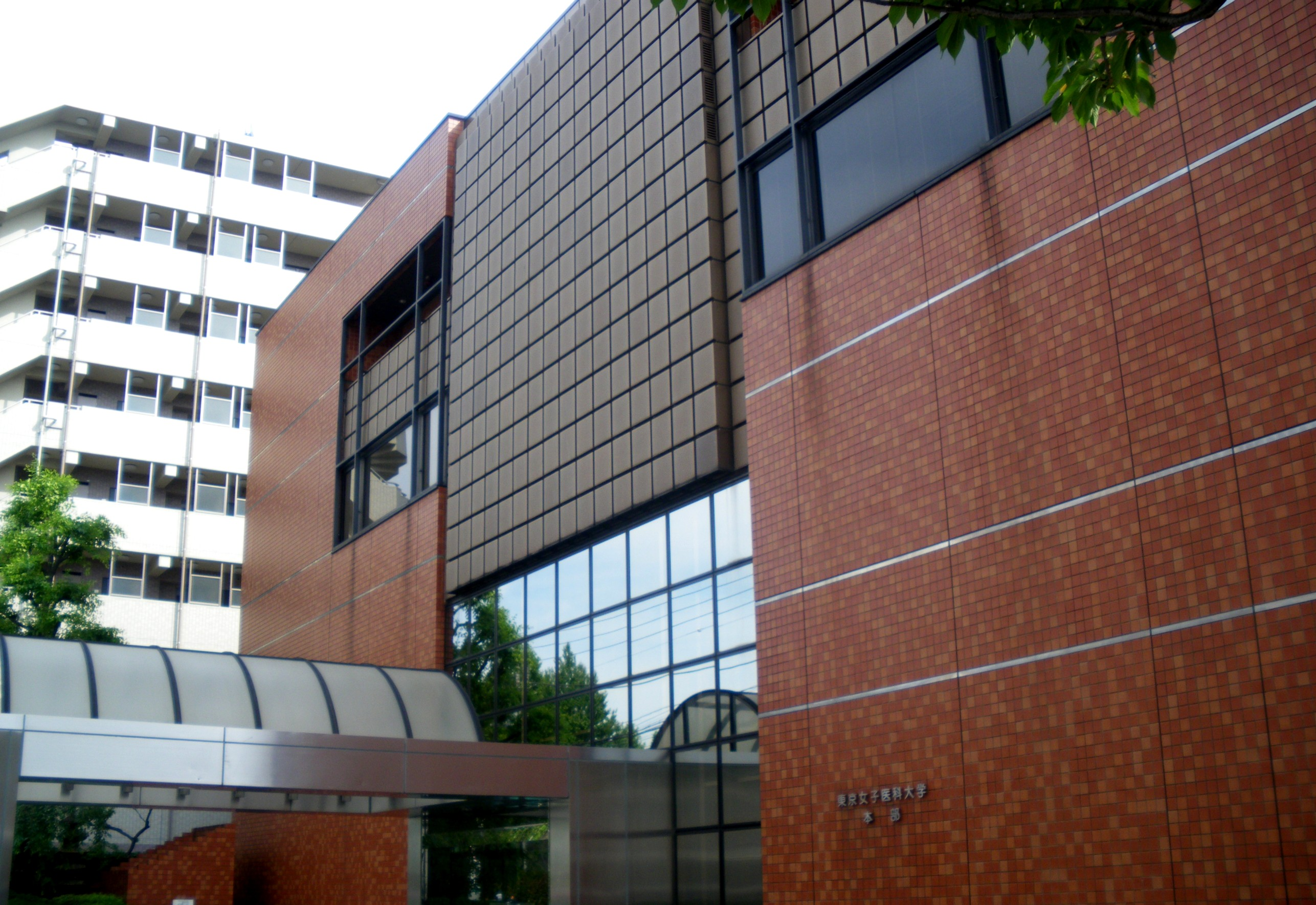
东京女子医科大学校本部
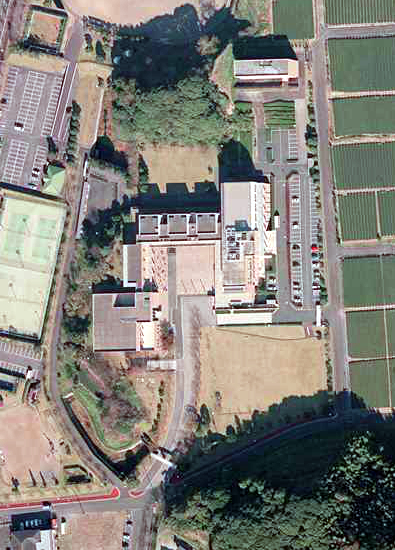
东京女子医科大学大东校区航拍图
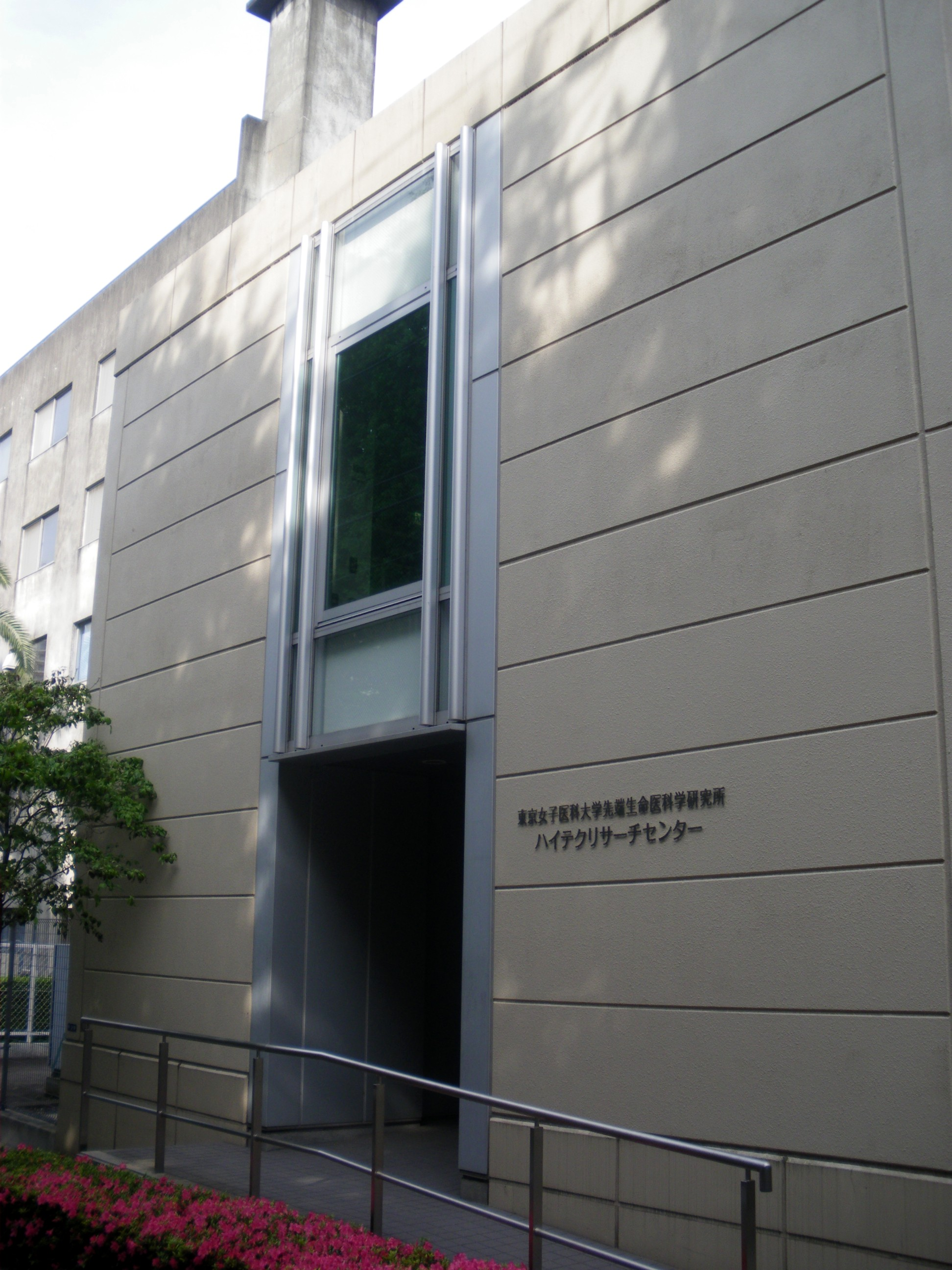
东京女子医科大学先端生命医科学中心
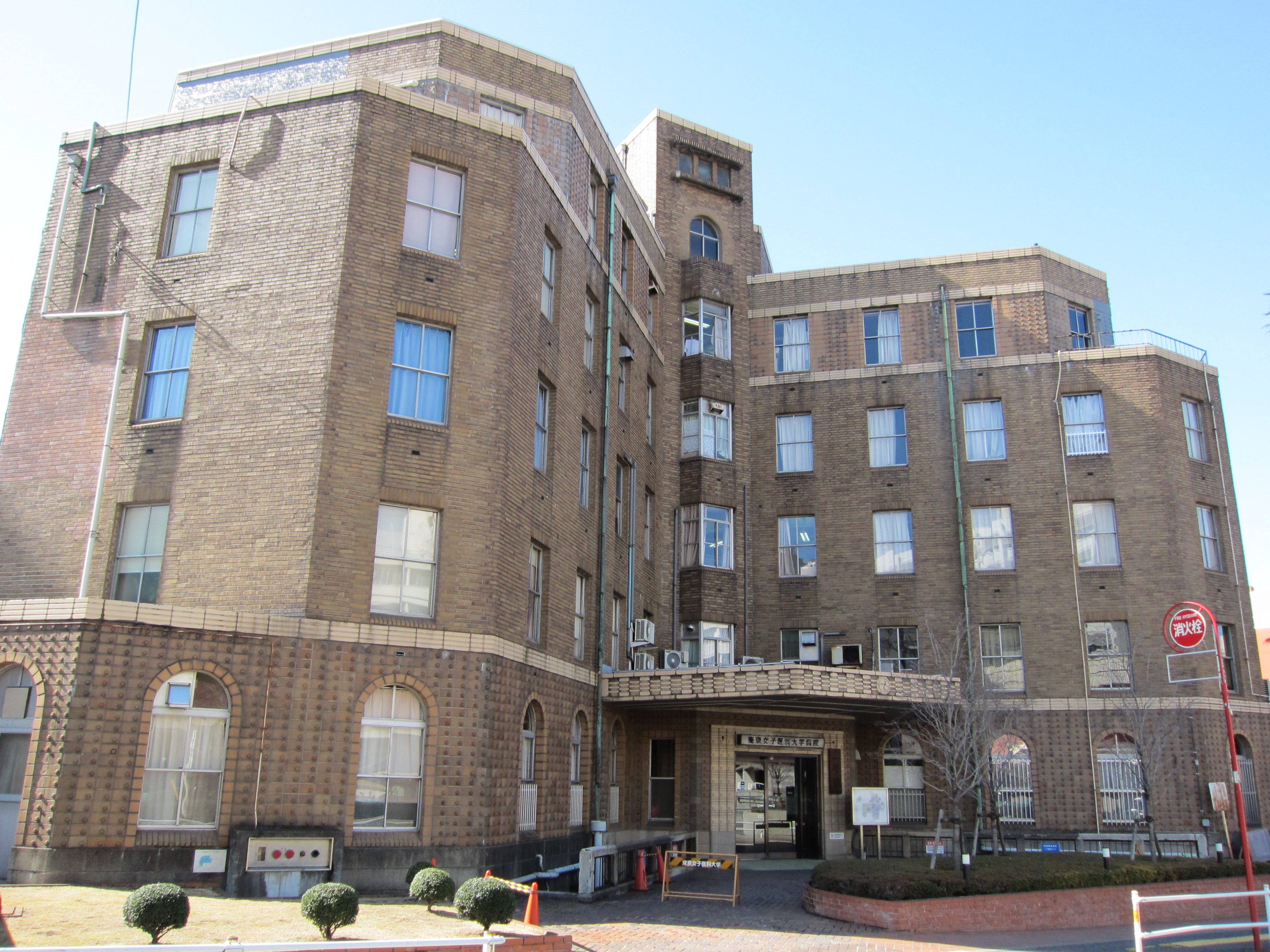
东京女子医科大学医院一号馆
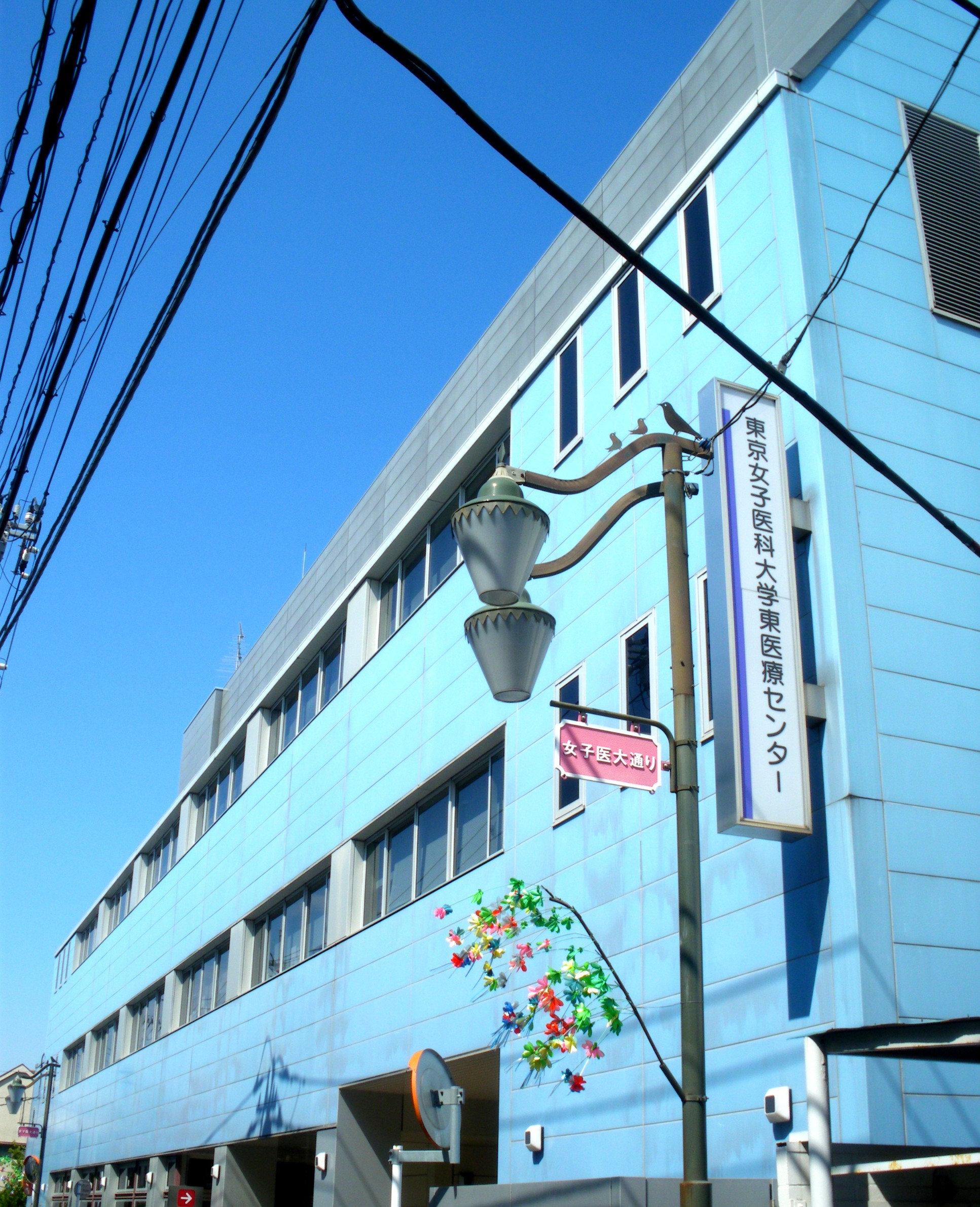
东京女子医科大学东医疗中心